# Giulia geht abends nie aus
Giulia geht abends nie aus (Originaltitel: Giulia non esce la sera) ist ein Film von Giuseppe Piccioni aus dem Jahr 2009. Am 1. September 2011 lief der Film in den deutschen Kinos an.

## Handlung
Guido, ein Schriftsteller, dessen neuestes Buch für einen Literaturpreis nominiert ist, holt seine Tochter Costanza vom Schwimmunterricht ab. Sie teilt ihm mit, dass sie nicht mehr schwimmen gehen möchte, und so nimmt er an ihrer Stelle Unterricht bei der neuen Schwimmlehrerin Giulia.
Guido wandelt ziemlich abwesend und teilnahmslos durch sein Leben. Die meisten Menschen, denen er begegnet, finden sein Buch gut, aber keiner hat es zu Ende gelesen. Derzeit ist er für ein neues Buch mit dem Schreiben von Erzählungen beschäftigt, die dann als „Film im Film“ auch auf der Leinwand erscheinen sollen.
Während seine Frau Benedetta und die Tochter in eine neue Wohnung in Rom ziehen, bleibt er weiterhin in dem Haus in der Vorstadt wohnen. Allmählich verliebt er sich in Giulia. Eines Tages verrät sie ihm ihr Geheimnis. Sie hat vor Jahren ihren Mann und ihre Tochter wegen eines Liebhabers verlassen. Als sich dieser dann von ihr trennen wollte, hat sie ihn ermordet. Seitdem sitzt sie im Gefängnis, darf aber als Freigängerin tagsüber im Schwimmbad arbeiten. Einmal fahren die beiden ans Meer und alles scheint gut zu werden.
Giulia erzählt ihm, wie sehr sie ihre Tochter vermisst. Heimlich schreibt er in ihrem Namen einen Brief an Viola. Bei einem Treffen im Café macht sie ihrer Mutter klar, dass sie nichts von ihr wissen will und sie auch nie mehr sehen möchte. Giulia ist tief getroffen.
Am nächsten Tag erscheint sie nicht im Schwimmbad. Guido ist überrascht, als sie ihn vor seiner Tür erwartet. Sie verbringen die Nacht zusammen.
Giulia geht nicht mehr im Schwimmbad arbeiten. Guido ist zu seiner Familie nach Rom gezogen, mit der er jetzt wieder mehr Zeit verbringt. Dennoch vermisst er Giulia, die sich jedoch beharrlich seinem Wunsch verweigert, sie im Gefängnis zu besuchen.
Eines Tages erfährt er im Schwimmbad, dass sie sich umgebracht hat. Im Gefängnis bekommt Guido in Giulias ehemaliger Zelle einen Karton mit ihren Habseligkeiten. Er liest in ihrem Tagebuch, das sie in der Hoffnung auf eine bessere Zukunft zu schreiben begonnen hatte – Notizen über ihre vorsichtige Annäherung an Guido und ihren langsam erwachenden Lebensmut, bis hin zu ihrer hoffnungslosen Verzweiflung über die Zurückweisung durch ihre Tochter.
Guido geht mit seiner Tochter zur Preisverleihung. Sein Konkurrent bekommt den Preis. Entspannt vertilgen Guido und Costanza ein ganzes Tablett voll mit Pralinen.

## Kritik
„Regisseur Giuseppe Piccioni ist ein grosser Stilist, allerdings mit einem Hang zu Manierismen – seine ins Traumhafte tendierende Introspektion kommt deshalb zuweilen zu bedeutungsschwer daher.“

„Giuseppe Piccioni schafft subtile Szenen, die treffend den schleichenden Zerfall von Beziehungen schildern. Aber auch seine Bilder von Vertrautheit sind ausdrucksstark, etwa wenn Giulia und Guido unter Wasser andere Schwimmer beobachten. Herausragend ist die Leistung von Valeria Golino als Giulia, die die Tragödie ihres Lebens in jedem – auch fröhlichen – Moment mit sich zu tragen scheint.“

„Giuseppe Piccioni verfügt über eine Sensibilität, die nur wenige Regisseure seiner Generation besitzen, und lässt Figuren, Atmosphäre und Schauplätze harmonisch miteinander verschmelzen. Die Ebene der Realität wird von den Zweifeln, den Gedanken und der Unruhe der Protagonisten suggestiv durchkreuzt. Valeria Golino und Valerio Mastandrea verkörpern mit Intensität das Paar, das bloss über Blicke und Schweigen miteinander kommunizieren kann.“

## Auszeichnungen
- 2009 Nastro d’Argento Bestes Originallied: Piangi Roma für Baustelle und Valeria Golino
- 2009 Nastro d’Argento speciale: Beste Nebendarstellerin des Jahres Piera Degli Esposti